# Curateur des eaux
Le curateur des eaux (en latin : curator aquarum) est, durant l'Empire romain, le curateur chargé de la gestion et de l'entretien du système d'adduction d'eau et du réseau de distribution d'eau dans les villes romaines. À Rome, cette fonction fait partie des trois grandes curatelles urbaines, avec celles des travaux publics (cura operum publicorum et aedium) et du Tibre (cura alvei Tiberis, riparum et cloacarum Urbis), trois services administratifs qui se mettent progressivement en place au début du Principat, à l'initiative d'Auguste et Tibère.  Le curator aquarum est un sénateur de rang consulaire nommé par l'empereur. À partir du milieu du Ier siècle, les curateurs sont secondés dans leur mission par un procurateur. Ils dirigent un personnel composé d'esclaves chargés de veiller sur les aqueducs, les châteaux d'eau et les fontaines. Entre la fin du IIe et le milieu du IVe siècle, le curator aquarum cumule la responsabilité des aqueducs et celle du service chargé des distributions frumentaires (curator aquarum et Miniciae).

## Évolution du service des eaux

### Sous la République
Durant la République, la gestion du système d'adduction et de distribution d'eau est répartie entre plusieurs magistrats élus, mission qu'ils assurent pour la durée de leur mandat, généralement un an (dix-huit mois pour la censure), sans rémunération. Les censeurs ont pour missions secondaires la mise en adjudication des travaux de construction et de réparation des édifices publics, dont les aqueducs, la conclusion des contrats avec les entrepreneurs (redemptores operum) qui prennent en charge les chantiers (locatio) et l'inspection des travaux finis (probatio). Ainsi, le premier aqueduc de Rome est construit en 312 av. J.-C. par les deux censeurs et la construction des autres aqueducs, si elle n'est pas toujours lancée à leur instigation (trois aqueducs sur quatre), s'achève durant leur mandat. Mais ces derniers étant élus tous les cinq ans pour un mandat d'un an et demi, créant donc une vacation de 3 ans et demi, ne peuvent assurer un suivi régulier du service des eaux de Rome. En leur absence, les décisions juridiques en rapport avec l'eau peuvent échoir aux préteurs. Mais ce sont surtout les édiles qui assurent la gestion du service des eaux, comprenant l'entretien des centaines de kilomètres d'aqueducs, celui des canalisations souterraines en ville, la responsabilité des concessions d'eau faites aux particuliers et la surveillance des fontaines publiques qu'ils délèguent à deux locaux de chaque quartier. Il arrive plus rarement que d'autres magistrats, tels les consuls ou les préteurs, soient chargés par le Sénat de superviser les travaux de construction des aqueducs. Des questeurs ont pu être mis à contribution pour inspecter des travaux d'entretien. Les travaux, très coûteux, sont généralement pris en charge par un particulier fortuné comme accomplissement d'un vœu ou pour obtenir le soutien du peuple. Cette pratique, qualifiée d'évergétisme, revient au seul empereur après l'avènement de l'Empire.

### Curatelle d'Agrippa

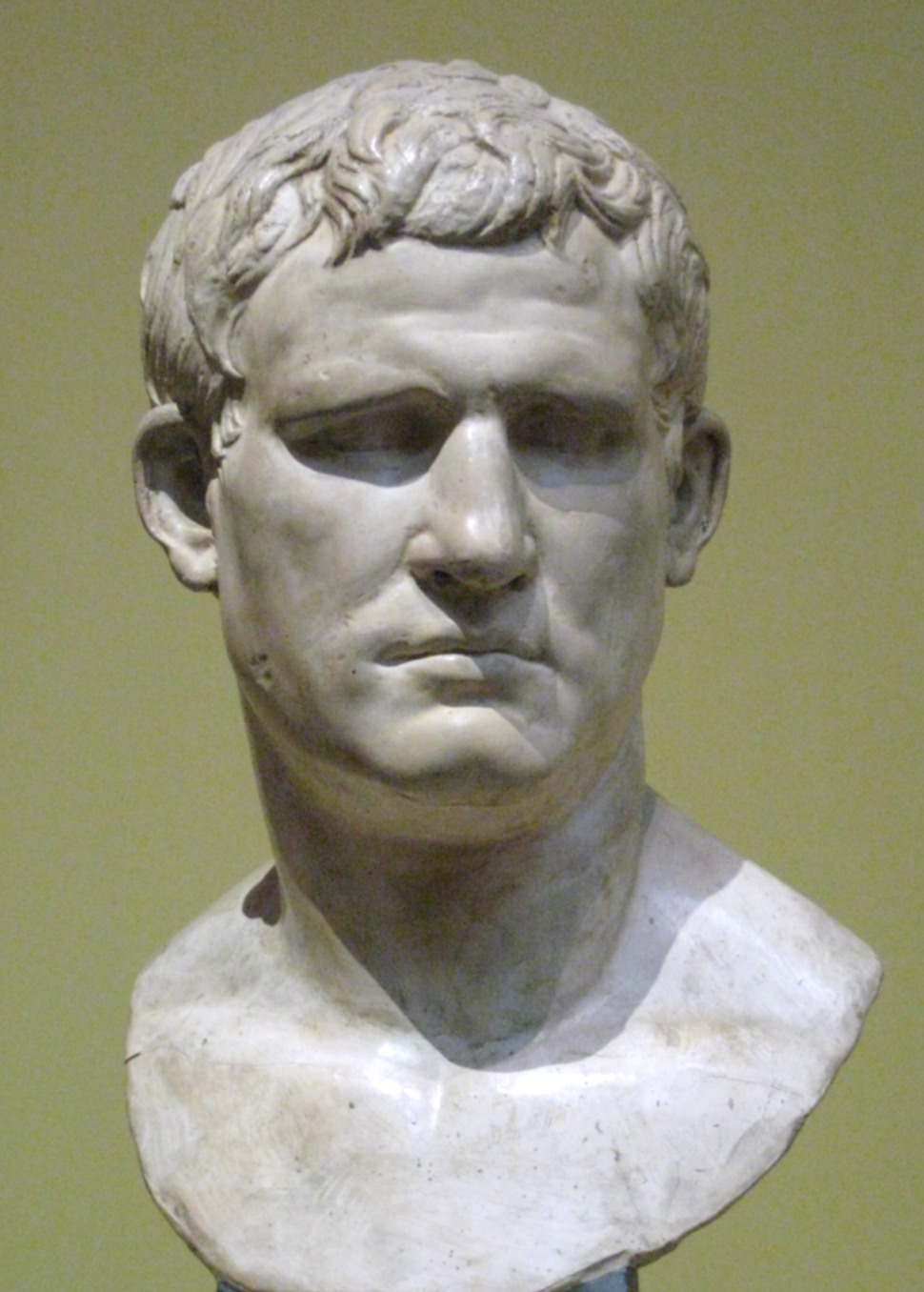
Buste d'Agrippa, premier curator aquarum, Musée des beaux-arts Pouchkine.

Du fait de mandats limités à un an et de la multiplication des missions des édiles qui, en plus, ne disposent pas d'un personnel technique spécialisé et permanent, la gestion du service des eaux devient problématique à la fin de la République, alors que Rome connaît une croissance rapide, entrainant des dysfonctionnements et l'apparition de pratiques frauduleuses. Auguste, qui se soucie particulièrement des problématiques liées à l'urbanisme, essentielles pour maintenir un contrôle sur une ville comme Rome, confie le soin de remettre sur pied le service des eaux à son ami Agrippa qui est pour cela élu édile en 33 av. J.-C., alors qu'il a déjà géré le consulat,. Agrippa accomplit sa mission avec efficacité, construisant deux aqueducs supplémentaires pour subvenir aux besoins grandissant de la population. Bien qu'ayant quitté l'édilité, Agrippa conserve la responsabilité des aqueducs en tant que curator perpetuus, mettant à disposition son personnel privé constitué d'esclaves qui se spécialisent dans l'entretien du réseau d'adduction,.

### Création de lacura aquarum
À sa mort, Agrippa lègue son personnel à Auguste qui le cède à son tour à l'État. En l'an 11 av. J.-C., après la promulgation de sénatus-consultes et d'un édit impérial permettant de lui donner une existence légale, la direction du personnel spécialisé (familia publica) est confiée à une commission de trois consulaires, parmi lesquels Marcus Valerius Messalla Corvinus. Si au départ, il semble qu'Auguste ait eu pour volonté de maintenir une collégialité, très vite seul un nom apparaît pour chaque année dans la liste des curateurs des eaux telle qu'elle a été transmise par Frontin, lui-même curateur des eaux à la fin du Ier siècle.

### Lacura aquarumimpériale
Claude procède à quelques réformes afin de placer l'autorité du service public sous le contrôle direct de l'empereur. Il crée un poste de procurator pour lequel il nomme un de ses affranchis. Après le règne de Trajan, ce poste est parfois occupé par un chevalier. Claude agrandit le personnel du service avec 460 esclaves supplémentaires placés sous les ordres du procurator, formant la familia Caesaris, payés par le fisc impérial. La distinction entre personnel public et impérial disparaît au IIe siècle. À partir du règne d'Hadrien, les inscriptions ne font plus état que d'un personnel impérial.
Grâce à Frontin, les historiens disposent de la liste des curateurs du Ier siècle. Toutefois, dès la fin de la curatelle de Frontin, l'information disparaît et aucun nom de curateur n'est connu pour tout le IIe siècle. Un certain nombre réapparaît dans les sources antiques pour les IIIe et IVe siècles mais la liste demeure lacunaire. Probablement à partir du règne de Commode, le curateur des eaux se voit confier temporairement, en plus de sa mission d'origine, la responsabilité de la Minucie, c'est-à-dire des distributions frumentaires, peut-être parce que la statio aquarum qui sert de siège administratif au service se trouve sur le Champ de Mars, tout près du Porticus Minucia où les distributions ont lieu. Les deux services restent liés pendant tout le IIIe et une partie du IVe siècle.

## Fonction et rôle

### La place dans lecursus honorum
Le curateur des eaux semble être hiérarchiquement supérieur aux deux autres curateurs des travaux publics et du Tibre, bien qu'ils soient tous trois de rang consulaire. En effet, si certains peuvent être promus de ces deux derniers services à celui des eaux, aucun curateur des eaux n'est jamais passé ensuite à la curatelle des travaux publics ou à celle du Tibre. Cette prééminence traduit l'importance toute particulière des missions du curateur des eaux. Étant responsable de l'alimentation en eau potable de la population romaine, son rôle est en effet vital pour la survie des habitants. Le curateur des eaux est choisi par l'empereur parmi les consulaires ayant atteint le consulat quelques années auparavant. La fonction est considérée comme prestigieuse et honorifique. Le curateur est nommé pour une durée indéterminée, allant de quelques mois à plusieurs années. Une résolution du Sénat précise que le curateur doit consacrer à sa mission un quart de son temps sur l'année, la curatelle ne serait donc pas un poste à temps plein mais semble représenter tout de même un travail considérable.
Eu égard à son rang de consulaire, un sénatus-consulte de 11 av. J.-C. prévoit que lors de ses déplacements en dehors de Rome, le curateur des eaux soit accompagné de deux licteurs pour faire respecter la loi si besoin, ainsi que de trois esclaves, dont un architecte, un secrétaire et un greffier. À l'intérieur de la ville, le curateur doit se séparer de ses licteurs. Il bénéficie d'une certaine immunité et du droit de porter la toge prétexte (toga praetexta).

### Les responsabilités
Le curateur des eaux est chargé de veiller sur tout le réseau d'adduction d'eau, de la captation à la distribution. Son personnel assure l'entretien des aqueducs et toutes les annexes placées sur leurs parcours comme les arches de soutènement, les tuyaux des siphons, les bassins d'épuration. Il assure également la maintenance des châteaux d'eau, des citernes, des bassins, des fontaines et des canalisations qui les desservent. Le curateur lutte contre les gaspillages, recherche les fuites, prévoit les accidents de toute sorte, gère les ressources en eau et assure la bonne coordination administrative des services. Le curateur s'occupe également des questions de droit concernant le partage de l'eau, des conflits entre particuliers jusqu'aux fraudes et trafics illégaux. Sa fonction est essentielle au maintien de la cohésion sociale et pour assurer la sécurité urbaine comme Frontin le suggère en introduction de son traité sur les aqueducs. En effet, si l'eau venait à manquer, cela pourrait provoquer une crise sociale, des émeutes d'une partie de la population romaine, en l'occurrence la plèbe qui est directement menacée. L’alimentation régulière et en quantité suffisante des fontaines est également primordiale pour les vigiles urbains qui ont pour mission d'éteindre les incendies.

### La législation
Depuis 11 av. J.-C., une série de lois a été votée afin d'aider et d'encadrer l'action du curateur. En plus de sa mission de gestion et d'entretien du réseau d'adduction d'eau, le curateur est donc chargé de faire respecter la législation impériale dans ce domaine, lois dont Frontin nous donne un aperçu pour la ville de Rome mais qui existent dans chaque cité pour parer toute tentative de fraude, les pratiques illégales étant répandues à l'époque, souvent avec la complicité du personnel du service des eaux. L'eau peut être détournée des canaux et canalisations en les perforant et en insérant des conduites illégalement, c'est-à-dire sans l'aval du curateur. Frontin, curateur du Ier siècle, se rend compte à quel point les capacités des aqueducs s'en trouvent réduites, estimant que plus de la moitié de l'eau acheminée par les aqueducs n'atteint pas sa destination finale. Pour éviter les prélèvements abusifs en eau, une loi impose l'aménagement d'un espace libre et inoccupé de 4,5 mètres autour des aqueducs surélevés et de 1,5 mètre autour des aqueducs souterrains. L'objectif est de faciliter l'accès aux équipements et d'éviter que des constructions ou la plantation d'arbres puissent endommager les conduits.

### Le système des concessions
Dans les premiers temps, toute l'eau est utilisée pour les besoins publics et les particuliers ont seulement l'usage privé de l'eau qui fuit des canalisations. Peu à peu, il est laissé la possibilité aux particuliers de louer un approvisionnement en eau en insérant une dérivation dans les conduites principales avec l'accord du curateur des eaux. Sous l'Empire, les réservoirs privés sont également autorisés. Ils alimentent des citernes dans les maisons louant un approvisionnement.
Les concessions d'eau aux particuliers sont un privilège accordé par l'empereur pour la ville de Rome et par les pouvoirs municipaux dans les provinces. Elles ne sont pas attribuées facilement. En effet, on procède au préalable à un examen soigneux des disponibilités. Le bénéficiaire reçoit alors l'eau directement chez lui. Les artisans, en particulier les tanneurs et les teinturiers, payent l'eau qu'ils utilisent dans leurs ateliers. Les riches patriciens qui désirent bénéficier d'un accès direct à l'eau dans leurs propriétés privées doivent également payer une redevance pour obtenir ce privilège. Le droit à l'accès à l'eau ne se transmet ni par héritage, ni par achat, ce qui entraine régulièrement la pose ou la dépose de conduites.

## Organisation de lacura aquarum

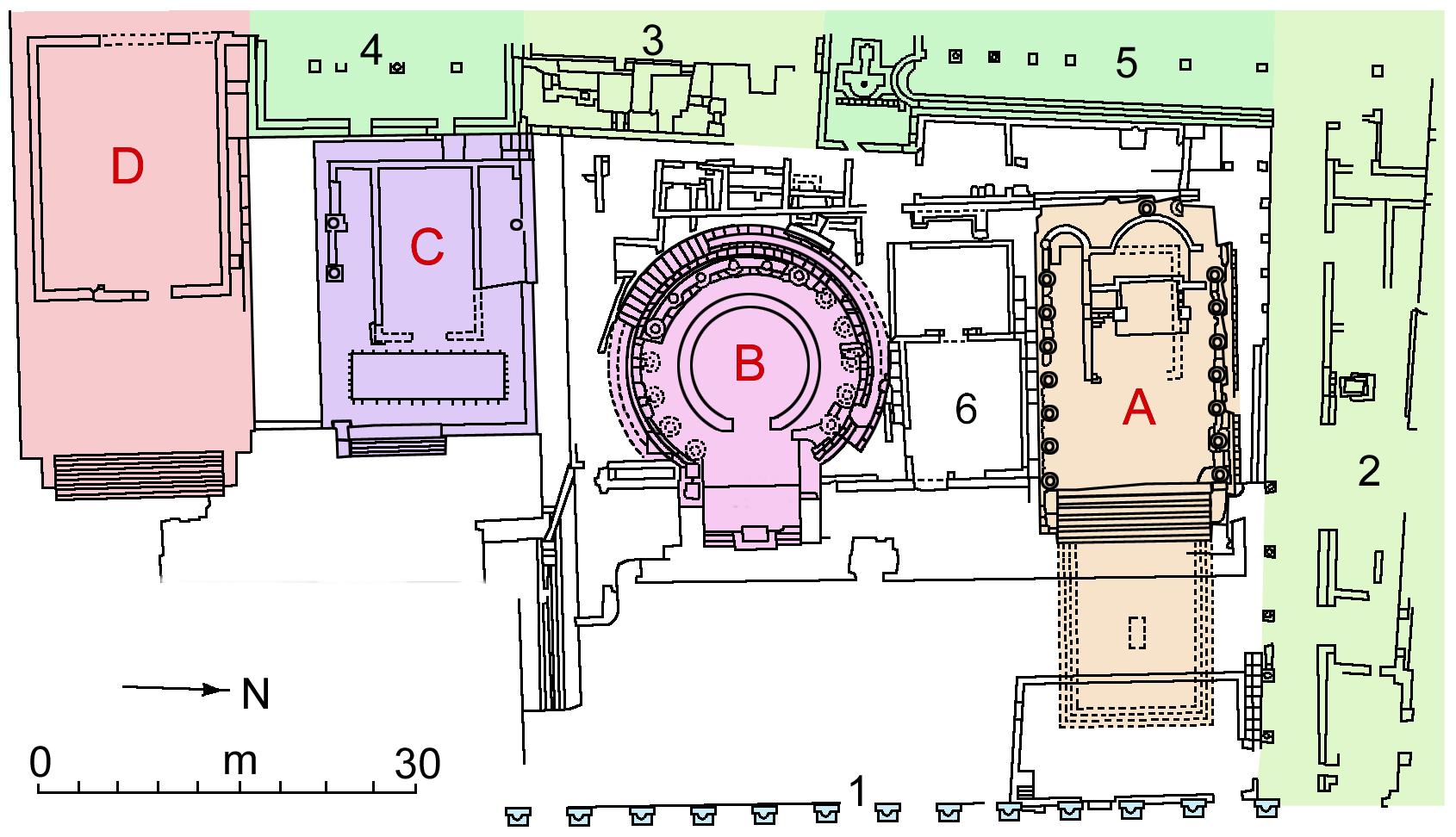
Plan des temples du Largo Argentina. La statio aquarum a peut-être occupée le bâtiment noté 6, entre les temples A et B.

Les activités liées à la cura aquarum sont bien connues grâce à Frontin, curateur des eaux sous le règne de Nerva, qui a publié un traité sur les aqueducs, De Aquaeductu Urbis Romae. Dans cet ouvrage, Frontin présente l'organisation du service et précise les missions et les différents grades du personnel employé pour veiller à l'entretien régulier et efficace du système d'alimentation en eau.

### Lastatio aquarum
Le siège administratif du service n'a pas été localisé avec précision, ce qui a conduit à l'hypothèse que le service ne disposait peut-être pas de siège central. Sous le règne de Commode, le curateur des eaux porte le titre de curator aquarum et Miniciae, prenant en charge la gestion de la Minucie. Les distributions frumentaires se déroulant dans le portique de Minucius, il a été proposé de situer la statio aquarum dans le même secteur, cette proximité expliquant le transfert de charge pour des raisons pratiques. La statio a donc pu se trouver parmi les temples de l'aire sacrée du Largo Argentina, occupant l'édifice placé entre le temple A et le temple B. Des inscriptions datant du règne de Constantin retrouvées près de la fontaine de Juturne, dont une mentionnant un Epagathus servus publicus ad Juturnam, pourrait signifier que le siège a été déplacé sur le Forum Romain au début du IVe siècle,.

### Les officiers adjoints
À l'origine, le curateur peut déléguer une partie de ses responsabilités à deux assistants (adiutores), de rang sénatorial comme lui. Ces derniers sont des officiers attachés au service des aqueducs et ont pour fonction de veiller à ce que l'eau soit conduite régulièrement du réservoir (castellum) aux tuyaux qui la répandent dans toute la ville et d'en répartir à chaque quartier de Rome la quantité précise que la loi lui accorde. Pour y parvenir, ils règlent le diamètre des principaux tuyaux en adaptant à chacun d'eux une mesure nommée calix. La forme collégiale du service ne semble pas durer très longtemps et les adjoints sénatoriaux disparaissent des listes.
Depuis les réformes de Claude, le curator, qui dirige la familia publica, est secondé par un procurator aquarum qui prend la tête de la familia Caesaris et qui devient responsable de toute la partie technique du service. Il est pris dans un premier temps parmi les affranchis impériaux, sur la proposition du curateur. Le procurateur, du fait de son expérience technique, finit par prendre le dessus sur le curateur, ce qui permet à l'empereur d'accroître son contrôle sur le service. Après le règne de Trajan, les procurateurs, ayant vu leur statut social s'élever, sont de plus en plus régulièrement de rang équestre. À la fin du IIIe ou au début du IVe siècle, il porte le titre de vir egregius, avec un traitement de centenarius, c'est-à-dire un salaire annuel de 100 000 sesterces,.

### Le personnel permanent
Le personnel permanent comprend jusqu'à 700 personnes, du moins à l'époque de Frontin, dirigé par deux praepositi, un pour chaque familia. Il est réparti entre personnel de l'État (familia publica), comprenant environ 240 employés payés avec l'aerarium public, et personnel impérial (familia Caesaris), comprenant 460 employés payés avec le fisc impérial. Lors des grands travaux, un personnel auxiliaire composé d'architectes et d'ouvriers leur est adjoint.

#### Le personnel technique
Les ingénieurs hydrauliciens (architecti) sont les chefs de service désignés comme periti et architecti suae stationis par Frontin. Ils s'occupent de la construction des aqueducs, de la captation à la distribution, et de l'entretien des canaux,. Ils disposent d'un personnel d'exécution, les aquarii, qui se divise en plusieurs catégories : intendants (villici), gardiens de châteaux d'eau (castellani), inspecteurs (circitores), paveurs (silicarii), stucateurs (tectores), niveleurs (libratores), plombiers (plumbarii), maçons et manœuvres,. Les intendants sont chargés de la construction et de l'entretien des conduites qui circulent sous les rues. Lorsque des conduites sont installées, changées ou retirées, il faut donc faire appel aux paveurs qui mettent au jour les conduites cachées sous les pavés puis procèdent au repavage de la rue.

#### Le personnel administratif
La ratio aquarum regroupe le personnel administratif chargé des écritures et de la comptabilité, et le personnel subalterne. Le personnel administratif se compose d'affranchis impériaux comprenant des scribae, des librarii, des caissiers et des tabularii. Il est chargé de gérer les archives du service et de tenir à jour les registres (commentarii) dans lesquels sont consignées la liste officielle des modules en usage et la quantité d'eau attribuée à l'usage public, aux concessions impériales et à l'usage des particuliers. En bas de la hiérarchie, le personnel subalterne comprend le personnel traditionnel attaché aux magistrats : appariteurs, hérauts et licteurs.